# BMW F01
BMW F01 (eller BMW 7-serie) är en personbil, tillverkad av den tyska biltillverkaren BMW mellan 2008 och 2015. Bilar med lång hjulbas betecknas F02 och bilar i säkerhetsutförande betecknas F03. Parallellhybriden ActiveHybrid 7 betecknas F04.

## Motor
| Modell          | Årsmodell | Motor                    | Cylindervolym | Effekt     | Bränslesystem                      |
| --------------- | --------- | ------------------------ | ------------- | ---------- | ---------------------------------- |
| 730d            | 2009-15   | N57: 6-cyl radmotor DOHC | 2993 cm³      | 245-258 hk | Common rail turbodiesel            |
| 740d            | 2010-15   | N57: 6-cyl radmotor DOHC | 2993 cm³      | 306-313 hk | Common rail turbodiesel            |
| 750d            | 2013-15   | N57: 6-cyl radmotor DOHC | 2993 cm³      | 381 hk     | Common rail turbodiesel            |
| 740i            | 2009-15   | N54: 6-cyl radmotor DOHC | 2979 cm³      | 326 hk     | Direktinsprutning, turbo           |
| 750i            | 2009-15   | N63: 8-cyl V-motor DOHC  | 4395 cm³      | 408-450 hk | Direktinsprutning, turbo           |
| 760i            | 2010-15   | N74: 12-cyl V-motor DOHC | 5972 cm³      | 544 hk     | Direktinsprutning, turbo           |
| Active Hybrid 7 | 2011-12   | N63: 8-cyl V-motor DOHC  | 4395 cm³      | 465 hk     | Direktinsprutning, turbo + elmotor |
| Active Hybrid 7 | 2013-15   | N55: 6-cyl radmotor DOHC | 2979 cm³      | 354 hk     | Direktinsprutning, turbo + elmotor |